# Josef Bruckmaier
Josef Bruckmaier (* 9. Dezember 1848 in Schwarzhofen; † 19. November 1903 in Bogen) war Landwirt und Mitglied des Deutschen Reichstags.

## Leben
Bruckmaier besuchte die Volksschule und genoss Privatunterricht. Ab 1880 war er ausübender Landwirt in Bogen, Bierbrauer und Kirchenverwalter. Er vermittelte den Kauf des Altares für die Kirche in Schwarzhofen von der Kirche Bogenberg.
Ab 1883 war er Magistratsrat und ab 1884 Distriktsrat.
Von 1893 bis 1898 war er Mitglied des Deutschen Reichstags für den Wahlkreis Niederbayern 2 (Straubing, Bogen, Landau, Vilshofen) und den Bayerischen Bauernbund.